# VVSB
VVSB voluit Voetbal Vereniging Sint Bavo is een amateurvoetbalvereniging uit Noordwijkerhout, gemeente Noordwijk, Zuid-Holland, Nederland. De clubkleuren zijn paars-geel. VVSB werd op 26 oktober 1931 opgericht. De naam verwijst naar de voormalige psychiatrische inrichting Sint Bavo waar een aantal personeelsleden het initiatief namen om een voetbalvereniging op te richten. De eerste periode werd dan ook gespeeld op een veld gelegen op het terrein van de inrichting.

## Standaardelftallen

### Zaterdagelftal
Het eerste zaterdagelftal speelt in de Derde divisie (2025/26). Er werd horizontaal overgestapt van speeldag, waardoor de zondagtak in feite is verdwenen.

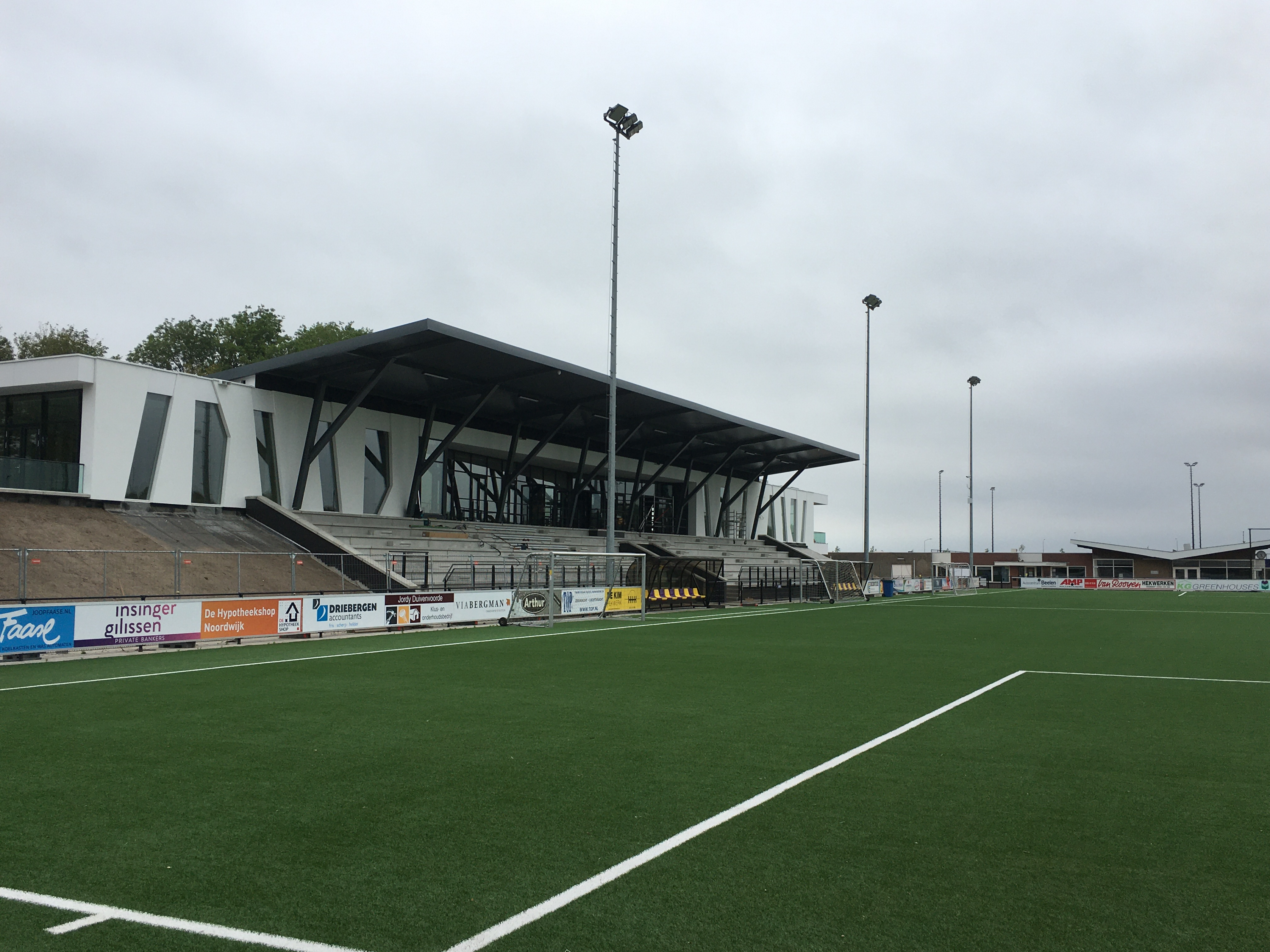
Nieuwbouw tribune en clubhuis in juni 2021

### Zondagelftal
Het eerste zondagelftal van deze vereniging werd in het seizoen 2009/10 vijfde in de Hoofdklasse (A). Via een 2-0-overwinning thuis en een 1-0 nederlaag uit in de play-offs tegen SV Venray wist VVSB zich te plaatsen voor de Topklasse die met ingang van seizoen 2010/11 van start ging en het hoogste amateurniveau in het Nederlands amateurvoetbal werd.
KNVB beker 2015/16
In de KNVB beker 2015/16 wist VVSB zich te plaatsen voor de halve finale via een overwinning op eerste divisieclub FC Den Bosch. In de 82e minuut keek VVSB nog tegen een 2-0 achterstand aan, waarna het in 5 minuten tijd deze stand omboog in een 2-3 zege. VVSB was de tweede amateurclub die dit bereikte sinds de invoering van het betaaldvoetbal in Nederland (in 1954), 41 jaar nadat IJsselmeervogels deze prestatie leverde in het seizoen 1974/75. Voor de halve finale lootte VVSB FC Utrecht uit. Deze wedstrijd werd gespeeld op woensdag 2 maart 2016 in Stadion Galgenwaard en eindigde in een verlies van 3-0.
Einde zondagvoetbal
In 2022/23 werd voor het laatst standaard op zondag gespeeld door het eerste elftal. Het standaardelftal verhuisde naar de zaterdag. Hierdoor werd het officiële zaterdagelftal dat in de lagere amateurklassen speelde, opgeheven.
Erelijst
Districtsbeker West III
Winnaar in 1999

## Competitieresultaten

### Zaterdagelftal (2000–2023)
| 3 5A |

| 4 5A |

| 1 5A |

| 11 4A |

| 8 5A |

| 14 5A |

| 10 5A |

| 7 5A |

| 8 5A |

| 10 5A |

| 10 4A |

| 5 4A |

| 6 4A |

| 5 4A |

| 3 4A |

| 3 4A |

| 5 4A |

| 9 4A |

| 1 4A |

| 4 3A |

| 4* 3A |

| 2* 3A |

| 5 3A |

| 8 3A |

- = Dit seizoen werd stopgezet vanwege de uitbraak van het coronavirus. Er werd voor dit seizoen geen officiële eindstand vastgesteld.

| Derde klasse | Vierde klasse | Vijfde klasse |

### Zondagelftal (1942–heden)
| 6 4A |

| 1 4A |

| 1 4A |

|  |

| 10 3A |

| 6 4A |

| 9 4C |

| 3 4B |

| 8 4A |

| 8 4A |

| 5 4A |

| 6 4A |

| 3 4A |

| 2 4A |

| 10 3B |

| 4 3B |

| 6 3B |

| 8 3A |

| 12 3A |

| 8 4A |

| 3 4A |

| 7 4A |

| 5 4A |

| 6 4A |

| 6 4A |

| 10 4A |

| 4 4A |

| 8 4B |

| 2 4B |

| 4 4A |

| 3 4A |

| 8 4A |

| 8 4A |

| 3 4A |

| 5 4B |

| 5 4A |

| 1 4A |

| 7 3A |

| 4 3A |

| 2 3A |

| 5 3A |

| 11 3A |

| 7 3A |

| 10 3A |

| 8 4A |

| 5 4A |

| 3 4A |

| 1 4A |

| 4 3A |

| 8 3A |

| 2 3A |

| 6 3A |

| 1 3A |

| 2 2A |

| 9 2A |

| 4 2C |

| 4 2C |

| 1 2C |

| 6 1B |

| 7 1B |

| 4 1B |

| 6 1B |

| 3 1B |

| 1 1B |

| 9 A |

| 4 A |

| 3 A |

| 6 A |

| 5 A |

| 11 |

| 11 |

| 9 |

| 3 |

| 3 |

| 5 |

| 9 |

| 8 |

| 15 |

| X |

| X |

| 14 |

| 2 |

| 12 A |

| 8 B |

- = Dit seizoen werd stopgezet vanwege de uitbraak van het coronavirus. Er werd voor dit seizoen geen officiële eindstand vastgesteld.

| Tweede divisie | Derde divisie Topklasse | Hoofdklasse | Eerste klasse | Tweede klasse | Derde klasse | Vierde klasse |

In elke staaf van de grafiek staat van boven naar beneden vermeld: 
- Eindnotering

Dit is de positie die de club heeft bereikt in de competitie, zonder eventuele beslissings-, play-off- of nacompetitiewedstrijden die nodig zijn geweest om bijvoorbeeld de kampioen van de competitie te bepalen.
Indien een * achter het getal staat is de notering een tussenstand en kan het zijn dat de notering niet overeenkomt met de uiteindelijke eindstand van de competitie.
Staat er een - dan is het seizoen nog bezig en is er geen definitieve uitslag bekend.
Staat er xx op de positie van de notering, dan heeft de club vroegtijdig de competitie verlaten. Dit kan onder andere komen door terugtrekking van het team, faillissement van de club of door een uitgedeelde straf van de KNVB. In veel gevallen staat elders in het artikel de reden vermeld.
Staat er een ? dan is het resultaat uit het verleden onbekend, en is alleen de competitie of het niveau bekend van dat seizoen.
In de seizoenen 2019/20 en 2020/21 werd wegens de coronacrisis het amateurvoetbal afgebroken. Daardoor kennen deze staven geen eindklassering (middels -- weergegeven).
- Competitieniveau en afdelingsletter of Officiële eindstand Eredivisie
  - Competitieniveau en afdelingsletter

Hierbij geeft het getal het niveau weer, dat ook terug te vinden is in de legenda. De letter is de afdelingsaanduiding en wordt gebruikt wanneer er meer afdelingen zijn op hetzelfde niveau. De afdelingsletter is altijd een hoofdletter en wordt meestal zonder nummer gebruikt.
Voorbeeld: 2F is niveau 2e klasse competitie F.
Het competitieniveau en nummer wordt niet vermeld wanneer er slechts één competitie van dit niveau was.
  - Officiële eindstand Eredivisie (getal staat tussen haakjes vermeld)

Sinds de introductie van play-offwedstrijden voor Europees voetbal na afloop van de reguliere competitie in 2005/06, is de KNVB verplicht een eindstand van de Eredivisie door te geven aan de UEFA aan de hand van deze play-offwedstrijden.
Bij deze eindstand staan clubs die zich hebben gekwalificeerd voor Europees voetbal hoger dan clubs die zich niet wisten te kwalificeren. Indien er geen verschil was tussen de eindnotering en de officiële eindstand, staat dit getal niet vermeld.

- Onderafdeling

Hier staat afgekort de naam van de onderafdeling indien de club in dat jaar in een onderafdeling uitkwam. Tevens staat deze afkorting in de legenda en wordt gelinkt naar het artikel over deze onderafdeling. Deze afkorting wordt alleen vermeld wanneer de club in het verleden in verschillende onderafdelingen heeft gespeeld. Deze vermelding is in de staaf altijd in kleine letters. Deze onderafdelingen zijn na het seizoen 1995/96 afgeschaft. Heeft de club in slechts één onderafdeling gespeeld, dan is dit alleen terug te vinden in de legenda.
Onder de staaf staat het jaartal vermeld waarin het seizoen is afgesloten. 15 verwijst naar het seizoen 2014/15 of eventueel het seizoen 1914/15.
Wanneer een staaf leeg is, zijn deze gegevens niet bekend. Het kan ook zijn dat de club dat seizoen niet heeft meegespeeld op het hogere amateurniveau, vroegtijdig de competitie heeft verlaten of uit de competitie is gezet.

In het seizoen 1944/45 was er wegens de Tweede Wereldoorlog geen regulier competitievoetbal.

### VVSB in de KNVB Beker
Dit schema laat de resultaten zien van VVSB tegen profclubs in de KNVB Beker.
| Seizoen | Ronde        | Wedstrijd               | Uitslag        |
| ------- | ------------ | ----------------------- | -------------- |
| 1999/00 | Groep 16     | VVSB- SBV Excelsior     | 1-5            |
| 2010/11 | 3e ronde     | VVSB - SC Cambuur       | 0-2            |
| 2011/12 | 2e ronde     | VVSB - PSV              | 0-8            |
| 2014/15 | 2e ronde     | VVSB - Vitesse          | 1-2            |
| 2015/16 | 3e ronde     | VVSB - FC Emmen         | 3-1            |
| 2015/16 | kwartfinale  | FC Den Bosch - VVSB     | 2-3            |
| 2015/16 | halve finale | FC Utrecht -VVSB        | 3-0            |
| 2016/17 | 8e finale    | FC Volendam - VVSB      | 4-1            |
| 2017/18 | 2e ronde     | VVSB - Telstar          | 4-1            |
| 2017/18 | 8e finale    | VVSB - Roda JC Kerkrade | 0-1            |
| 2018/19 | 1e ronde     | VVSB - De Graafschap    | 3-3 (3-5 n.s.) |

## Bekende (oud-)spelers
- Jeffrey van As
- Danny Bakker
- Mitchel Bolck
- Koen Bosma
- Kevin Brands
- Gino Demon
- Ties Evers
- Maickel Ferrier
- Leroy George
- Marc Hogervorst
- Thom Jonkerman
- Robin Nijman
- Obi Onyeike
- Joey Pouw
- Jermano Lo Fo Sang
- Bert Steltenpool
- Houssain Ouhsaine Ouichou
- Jayson Trommel
- Sven Verlaan
- Niels van Wetten
- Marvin Wijks
- Felitciano Zschusschen

### Vrouwen
- Jonna van de Velde

## Bekende (oud-)trainers
- Rob Bianchi
- Marcel Keizer
- Wilfred van Leeuwen
- Eric Meijers
- Richard Plug
- Robbert de Ruiter
- Mark Schenning

## Publicaties over VVSB
- Maarten Kolsloot & Coen Borgman: De bekermythe van Noordwijkerhout. Hoe een kerkdorp voetbalgeschiedenis schreef (en een Hema-stagiair een legende werd). Amsterdam, Fosfor, 2016. (ePUB) ISBN 978-94-6225-190-8
- Dennis van Bergen: VVSB, diep geworteld in Noordwijkerhout'. In: Voetbal international, vol. 48 (2013), afl. 10, pag. 96-99